# Antoine Galland
Ne doit pas être confondu avec Antoine Galland (imprimeur).
Pour les articles homonymes, voir Galland.
Antoine Galland, né le 4 avril 1646 à Rollot et mort le 17 février 1715 à Paris, est un orientaliste français.
Spécialiste de manuscrits anciens et de monnaies, habitué de la Bibliothèque royale, antiquaire du roi, académicien et lecteur au Collège royal, la postérité a surtout retenu son travail pionnier de traduction, d'adaptation et d'ajout de contes au recueil des Mille et Une Nuits.

## Biographie
Né le 4 avril 1646 à Rollot dans une famille de petits paysans picards, orphelin de père à l’âge de 4 ans, Antoine Galland entre à 10 ans au collège de Noyon où il apprend le grec ancien, le latin et l’hébreu. Il fait de brillantes études secondaires et continue ses études à Paris en suivant les cours du Collège royal, où il aborde les langues orientales et se perfectionne en grec classique.
En 1670, devenu bibliothécaire et secrétaire particulier du marquis de Nointel, nommé ambassadeur de France auprès du sultan de l'empire ottoman Mehmed IV à Constantinople, il l’accompagne dans ses déplacements, entre 1670 et 1675, en Thrace, en Macédoine, en Roumélie orientale, en Asie mineure, dans les îles Égéennes, en Ionie, en Syrie et en Palestine. Son journal, conservé à la Bibliothèque nationale de France, permet de le suivre en partie dans ses voyages, au cours desquels il fait l’acquisition de manuscrits anciens (grecs, arabes, persans et turcs), de médailles et d’objets d’art. Lors de son séjour, Galland apprend les langues turque, persane et arabe afin de pouvoir étudier les mœurs et coutumes anciennes des populations de l’empire ottoman. Entre 1672 et 1673, il passe un an à Constantinople à la recherche de manuscrits pour la Bibliothèque du Roi.
Il revient deux fois dans l’Empire ottoman. Son second voyage, en 1678 l’amène à Smyrne. Lors de son troisième voyage, de 1679 à 1688, il est chargé de mission par la Compagnie du Levant auprès du nouvel ambassadeur de la Porte, Gabriel de Guilleragues, et ce afin de réunir le plus grand nombre de manuscrits et médailles pour le Cabinet du Roi et de Colbert. C'est lors de ce troisième et dernier voyage qu'il manque de  perdre la vie lors d'un tremblement de terre à Smyrne le 9 juillet 1688. Il y perd beaucoup de ses écrits. Épuisé, il rentre à Paris en décembre 1688. Cela sera son dernier voyage au Levant.
Les richesses qu’il a rapportées sont telles, qu’il est nommé antiquaire du roi, afin de gérer ces biens. Et dès son retour à Paris, il continue à entretenir des relations intellectuelles suivies avec l’Orient. Il fréquente aussi la nouvelle génération d’érudits (Huet, Jacob Spon, Nicaise) en relation avec les savants européens d’Italie, d’Angleterre et de Hollande qui se passionnent pour l’archéologie.
En 1701, Galland est nommé à l'Académie des inscriptions et belles-lettres.
À partir de 1701, il entame la traduction de contes, qui seront connus par la suite comme Les Mille et Une Nuits. Galland poursuit son œuvre d’acquisition grâce aux consuls français et aux relations privilégiées qu’il entretient avec les clercs orientaux. Ainsi, en 1730, le consul Peleran réussit à se procurer de précieux manuscrits en Mésopotamie, par l’entremise de l’évêque d’Alep, Germanos Farhat, et de celui de la ville kurde de Mardin. Il poursuit son œuvre jusqu’à sa mort.
À partir de 1709, Galland enseigne l'arabe au Collège des lecteurs royaux.
Antoine Galland meurt le 17 février 1715 et est inhumé près de l'église Saint-Étienne-du-Mont de Paris.
Toutes ses collections, ses manuscrits et sa fortune ont été légués à l’Académie française, à la Bibliothèque nationale de France et au roi de France. En 1785, le roi Louis XVI crée un comité chargé de ranimer l’étude des langues savantes, de développer la connaissance des monuments historiques, de traduire et diffuser les manuscrits collectés.
Dans ses écrits, Galland fait profession de foi à propos du nouveau voyage ; le voyageur éclairé doit se munir de la littérature géographique ancienne et consulter les mémoires modernes, il doit vérifier sur place, critiquer le merveilleux dans les récits, relever les superstitions, avoir une approche expérimentale de la réalité. Bien avant Darwin, il pensait que les fossiles étaient les créations d’une nature qui avait pu avoir un autre aspect, dues non pas à la fantaisie de la nature, mais comme restes d’un temps aboli.

## Les Mille et Une Nuits

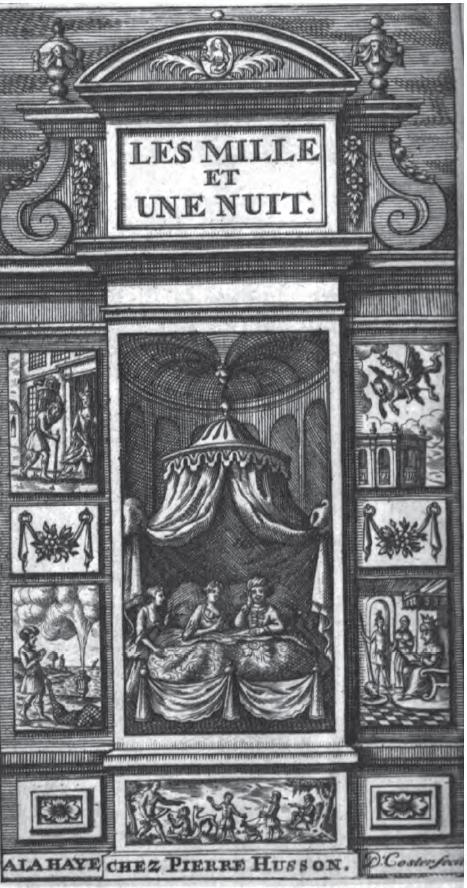
Illustration de l'ouvrage de Galland Les Mille et Une Nuit, contes arabes, vol. 2, chez Pierre Husson, La Haye, 1714, par David Coster (1686-1752).

En 1704, Galland se fait rapporter d'Alep en Syrie un recueil de contes,, pour la plupart d’origine persane, traduits en arabe à la fin du VIIe siècle, et en commence la traduction. Il y adjoindra d’autres récits comme celui de Sinbad le marin, et en rédigera d’autres comme celui d’Ali Baba et les Quarante Voleurs ou Aladin ou la lampe merveilleuse.
Il lui arrive de sauter certains passages, n'osant pas les traduire.
Les contes des Mille et Une Nuits (initialement publiées sous le titre Les mille et une nuit, contes arabes, c'est-à-dire avec « nuit » sans « s », voir illustration, dans les premières éditions, et au moins jusqu'en 1730) proviennent donc essentiellement de trois grands fonds principaux :
- une source indo-persane à coloration hellénistique se situant entre les IIIe et VIIe siècles ;
- un fonds arabe datant de la période du pouvoir des califes de Bagdad entre les IXe et XIe siècles ;
- un fonds populaire égyptien datant des XIIe et XIIIe siècles.

Ces trois fonds  ont continué à se transformer, par suppressions ou adjonctions continues, jusqu'au XVIe siècle, mais n’ont jamais fait partie de l’horizon officiel des lettres arabes.
Les divers ajouts de Galland proviennent, pour certains, de récits rapportés par Hanna Dyâb, chrétien maronite originaire d’Alep que le voyageur Paul Lucas présenta à Galland, le 25 mars 1709. Hanna Diab en conta oralement quatorze à l'orientaliste qui se mit à les coucher par écrit. Sept de ces récits figurent dans Les Mille et Une Nuits, donc dans des versions écrites par Antoine Galland ; parmi eux figurent Ali Baba et Aladin.
En 1704, il publie le premier volume, qui aura immédiatement un grand succès, aidé par son statut d’érudit et ses contacts avec des librairies dans toute l’Europe. Les volumes suivants, douze en tout, paraissent progressivement jusqu'en 1717.
Les Mille et Une Nuits traduites par Galland ont été rééditées à de nombreuses reprises et ont également été la base des traductions dans d’autres langues occidentales, telles que l’anglais ou l’allemand.

## Publications
- La Mort du sultan Osman ou le rétablissement de Mustapha sur le thrône, traduit d’un manuscrit turc de la Bibliothèque du Roy, par Antoine Galland, Antiquaire et interprète des langues orientales, Cologne, François Dubois, 1681.
- Les Paroles remarquables, les bons mots et les maximes des orientaux : traduction de leurs ouvrages en arabe, en persan et en turc, avec des remarques, Paris, S. Benard, 1694, [16]-356-[28], in-12 (lire en ligne sur Gallica).
- Bidpaï et Luqmān al-Ḥakīm, Contes et fables indiennes de Bidpaï et de Lokman : Traduites d'Ali Tchelebi-ben-Saleh, auteur turc. Ouvrage commencé par feu M. Galland, continué et fini par M. Cardonne,..., t. 1, 1778 (lire en ligne sur Gallica).
- Histoire de l'esclavage d'un marchand de la ville de Cassis, à Tunis (lire en ligne).
- De l’origine et du progrès du café, La Bibliothèque, coll. « L'écrivain voyageur ».
- Le Voyage à Smyrne, Chandeigne, coll. « Magellane », 2010.
- Histoire de Noureddin et de la belle persane, éd. André Versaille, 2009.
- Les Mille et Une Nuits  (en tant que traducteur).
- Sinbad le marin.

## Hommage
Le Centre culturel français d'Izmir a ouvert en 2005 un « Centre de documentation Antoine Galland », en hommage à celui qui résida à Smyrne en 1678 et écrivit « Le Voyage à Smyrne », manuscrit longtemps inédit qui ne fut publié qu'en 2000 par Frédéric Bauden (éditions Chandeigne).
Un monument à sa mémoire est érigé le long de la rue principale de sa ville natale avec son buste.
Une rue de Caen porte son nom.